# Andras Levente Fekete Szabó
Andras Levente Fekete Szabó (n. 5 noiembrie 1953, Șimleu Silvaniei) este un inginer și politician, senator român în legislaturile 2004-2008 și 2008-2012, ales în județul Sălaj pe listele partidului UDMR.
A început activitatea publică în calitate de Subprefect al Județului Sălaj (1997-2001), apoi a fost Vicepreședinte Consiliul Judetean Sălaj (2001-2004). A devenit senator pe 13 decembrie 2004. A făcut parte din Comisia pentru agricultură, silvicultură și dezvoltare rurală - Secretar Comisia pentru egalitatea de șanse. Este liderul grupului parlamentar al UDMR din Senat.